# 索基林齊 (切梅里夫齊區)
48°56′12″N 26°11′59″E / 48.93667°N 26.19972°E
索基林齊（烏克蘭語：Сокиринці），是烏克蘭西部的村莊，隸屬赫梅利尼茨基州的卡緬涅茨-波多利斯基區。該村始建於1489年，面積1.99平方公里，海拔高度207米，2001年人口605，人口密度每平方公里304.5人。